# Enomotía

Enomotía espartana con 36 soldados, en tres filas de 12 soldados en fondo, como atestigua Jenofonte (VI.4.12); el enotomarca con escudo y penacho de color negro.

Enomotía (del griego ἐνωμοτία ‘grupo de juramentados’) era una unidad del ejército espartano formada normalmente por un pelotón de 32 espartiatas organizados en 4 filas de 8 soldados en fondo, aunque también se atestigua la formada por 36 soldados en tres filas de doce en fondo. Las filas impares reciben el nombre de protóstatas y las pares de epístatas. Al frente y dirigiéndola se encontraba el enomotarca y como segundo al mando, el uragós ‘hombre de cola’, que estaba en la parte de atrás.
Cuatro enomotías formaban una pentecostis.